# Forza venite gente
Forza venite gente è un musical teatrale incentrato sulla vita di San Francesco d'Assisi, messo in scena da Mario Castellacci con Silvio Spaccesi e Michele Paulicelli nel ruolo di S.Francesco nel 1981. Testi in prosa e versi sono di Mario Castellacci, Renato Biagioli Piero Castellacci e Piero Palumbo, mentre le musiche sono di Michele Paulicelli, Giancarlo De Matteis e Giampaolo Belardinelli.
Debuttò il 9 ottobre 1981 al Teatro Unione di Viterbo, mentre l'edizione più famosa, dalla quale è anche stata tratta la registrazione ufficiale, è quella messa in scena la sera dell'11 agosto 1990 sul sagrato della Basilica Superiore di S. Francesco d'Assisi.
Le canzoni furono eseguite e arrangiate dal gruppo AGIEMME (Achille Oliva basso voce e cori, Giancarlo De Matteis chitarre voce e cori, Marco Pirisi batteria, Alessandro Alessandroni jr piano e tastiere; in alcuni brani ha collaborato Stefano Senesi alle tastiere; archi diretti da Renato Serio) e pubblicate nello stesso anno in un LP dalla RCA Original Cast (numero di catalogo BL 31608) con le registrazioni e i missaggi effettuati da Marco Covaccioli presso lo studio Yep di Roma e la produzione musicale di Olimpio Petrossi. Collaborazione alle musiche di Achille Oliva, Carlo Giancamilli e Jimmy Tamborelli. La ristampa in due CD, con la versione integrale di tutte le musiche, è stata resa disponibile dalle Edizioni Paoline (numero di catalogo PCD 586). Inoltre è disponibile sul mercato, edita dalle Edizioni San Paolo, una versione in DVD-Video della rappresentazione tenuta nel 2000 in occasione della GMG di Roma.

## Trama
La parte recitativa di tutto il musical è affidata ai personaggi di Pietro di Bernardone e della Cenciosa che, con i loro dialoghi o monologhi (a seconda delle scene), introducono o commentano, in maniera comica, le ventitré scene cantate che compongono il musical.
La parte musicale della commedia mette in risalto gli stili di vita del Frate (semplicità, povertà, perfetta letizia, affidamento alla Provvidenza, compagna di viaggio di Francesco) e gli eventi che hanno caratterizzato il corso della sua vita.
Forza venite gente Si passa dalla scena in cui Francesco si spoglia dei suoi abiti borghesi (davanti al padre scandalizzato) per indossare il saio, a quella in cui gli amici di Francesco sono rattristati dalla scelta fatta dal loro amico (Stanotte ragazzi) che, stando a quanto viene detto nella canzone, era una colonna portante nella loro comitiva di amici. Quindi un primo quadro di Francesco con i suoi nuovi confratelli che hanno deciso di seguirlo (Sorella Provvidenza).
I miei capelli Poi c'è il momento in cui Chiara decide di indossare l'abito da monaca e quindi di tagliare i capelli, emblema della bellezza femminile, come segno di penitenza.
Ventiquattro piedi siamo Dopo anni di girovagare per annunciare l'Amore di Dio, è giunto il momento di ottenere un riconoscimento ufficiale: Francesco ed i suoi compagni vanno a Roma dal Papa per ottenere la sua benedizione.
E volare volare La "predica agli uccelli" è uno degli aneddoti più significativi che hanno segnato la vita del Santo Frate.
Posso dire amore a tutti Secondo alcune leggende, Chiara, prima di scegliere la vita monastica, era innamorata di Francesco. In questa scena lei gli espone il suo dubbio: potere amare tutti ma non lui. Il Frate, con molta dolcezza, le fa capire che non può accettare quel tipo di amore in quanto diventerebbe "ricco" mentre lui, invece, ha scelto di vivere nella povertà.
Il lupo Un altro aneddoto sulla vita di Francesco narra di come è riuscito ad addomesticare un ferocissimo lupo che terrorizzava i dintorni di Gubbio. La canzone mette in scena una sorta di dialogo tra il Frate e l'animale e la gioia che provano i cittadini di Gubbio nel vedere il lupo reso inoffensivo.
L'angelo biondo Si narra che, quando ancora Francesco viveva nella casa paterna, il padre lo sentiva parlare durante la notte con qualcuno di cui non riusciva a sentire la voce. Francesco parlava con un Angelo che lui solo poteva sentire e vedere.
Venite cavalieri - Tu Francesco in Terrasanta Nel 1219 viene organizzata la quinta crociata. Francesco vi prende parte con l'intenzione di predicare la Buona Novella ai saraceni. La canzone Venite Cavalieri introduce il tema delle crociate mentre la canzone Tu Francesco In Terra Santa racconta della missione di Francesco vista dall'occhio critico di un guerriero crociato (queste due canzoni sono adattate in un medley nella versione in VHS).
La luna A conclusione del tema sulle crociate, in questa scena vediamo Francesco ed un capo arabo che accomunati dal desiderio di Pace si rivolgono entrambi alla Luna, intesa come riflesso della presenza di Dio, invocando la pace sull'umanità.
È Natale La storia ci racconta che Francesco fu colui che realizzò il primo presepe.
La sposa di Gesù Mentre Pietro di Bernardone parla dei dubbi che possono nascere nella mente dell'uomo, compare sulla scena Santa Chiara in preda alle incertezze (Questa scena non è presente nell'edizione in VHS).
Ammazziamoli - Morire sì, ma non così (Queste due scene non sono presenti nell'edizione in VHS) Ispirate alle numerose lotte intestine di stampo medievale, nella prima una delle due fazioni ha la meglio in un duello, ma poi il colpevole viene affidato al boia: la canzone dunque medita sulla pena di morte.
Perfetta letizia San Francesco spiega all'amico Frate Leone (scrivano del gruppo) cosa sia la Perfetta Letizia, altra compagna di viaggio e "regola" del Frate e dei suoi amici.
La povertà In questa scena è la stessa Povertà che si presenta e parla di sé e del suo rapporto con Francesco.
Semplicità, sorella mia La semplicità è un'altra componente essenziale della vita di Francesco, Chiara e dei loro amici. Neppure il Diavolo riesce a fargli cambiare idea ed a farli cedere alle tentazioni della vita.
Povero vecchio diavolo Il protagonista di questa scena è il Diavolo che non riesce a darsi pace del fatto che non riesce ad indurre Francesco in tentazione. La disperazione è tale da indurre il Diavolo a pregarlo di farsi tentare. Francesco e tutti i frati sembrano deriderlo, forti dell'amore di Dio.
Sorella Morte Come dice la Cenciosa nell'introduzione di questa canzone "belli o brutti, prima o poi si muore tutti". Ed anche per Francesco è giunta l'ora della morte. Nonostante ciò egli la accoglie con il sorriso e non come una cosa negativa.
E piansero i lupi nel bosco La tristezza è scesa su Assisi e dintorni a causa della morte di Francesco. Anche il Diavolo  inveisce contro la Morte per avergli rubato un'anima prelibata.
Laudato sii Rilettura del cantico delle creature, la preghiera più significativa del Santo Frate. Man mano che la canzone scorre compaiono sulla scena tutti i personaggi e le comparse del musical ad eccezione di Pietro di Bernardone che entrerà in scena verso la fine della canzone dal fondo della platea portando in alto una forma di pane (simbolo dell'Eucaristia) che consegnerà al figlio abbracciandolo.